# Johannes Gessner
Pour les articles homonymes, voir Gessner.
Johannes Gessner (18 mars 1709 à Wangen, Suisse - 6 mai 1790 à Zurich) est un médecin et un naturaliste suisse.

## Biographie
Il est le fils de Christoph Gessner et d’Esther née Maag, et le frère cadet de Johann Jakob Gessner. Il étudie auprès du naturaliste et géologue Johann Jakob Scheuchzer (1672-1733). Il complète sa formation à Leyde, Paris et Bâle. Il se marie en 1738 avec Katharina Escher.
Il succède la même année à Scheuchzer au Carolinum de Zurich. Il fonde un Jardin botanique et participe à la création d’un observation. Il est membre de l'Académie allemande des sciences Leopoldina et de la Société de physique de Zurich (plus tard rebaptisé en Société d’histoire naturelle). Il est également membre et correspondant de diverses académies dont celles de Berlin, de Göttingen, de Saint-Pétersbourg, de Stockholm, d’Uppsala…